# Čalčiulikve
Čalčiulikve ("ona koja nosi suknju od žada") je astečka božica ljubavi, ljepote, vode, oluja. Zvana je i "ona koja ima zelenu suknju".

## Opis i mitovi
Njezin muž (ili brat) je bog Lalok. Povezana je sa zmijama. Njezin sin je Teksistekal, bog Mjeseca.
Za Asteke je ova božica bila personifikacija mladosti i ljepote. Povezana je s vodom i plodnošću.
Prema mitu, ona je vladala četvrtim svijetom, ali je on uništen u poplavi, a stanovnici toga svijeta postali su ribe.
Njezin drugi muž je bog Šiutekvli.
Čalčiulikve je spomenuta kao donositeljica plodnosti i zaštitnica djece.

## Kult
Pet velikih proslava bilo je posvećeno Laloku i Čalčiulikve. Svećenici bi tijekom slavlja imitirali žabe i njihovo kreketanje.
Budući da su majke često umirale tijekom porođaja, a ponekad i bebe, smatralo se da je dobro moliti se Čalčiulikve za pomoć u takvim situacijama. 